# Eurytominae
Die Eurytominae bilden eine Unterfamilie der Eurytomidae innerhalb der Überfamilie der Erzwespen (Chalcidoidea).

## Taxonomie
Das Taxon geht auf den englischen Entomologen Francis Walker im Jahr 1832 zurück. Die Eurytominae umfassen alle Gattungen der Eurytomidae, die nicht den Unterfamilien Buresiinae, Heimbrinae und Rileyinae zugeordnet werden. Typusgattung ist Eurytoma Illiger, 1807.

## Merkmale
Die Merkmale entsprechen denen der Eurytomidae.

## Verbreitung
Die Unterfamilie der Eurytominae ist kosmopolitisch verbreitet.

## Lebensweise
Eine Reihe von Eurytominae sind phytophag (an Samen und an Stängeln fressend oder als Gallbildner). Andere Eurytominae sind Parasitoide verschiedenster Wirtsinsekten. Schließlich gibt es noch Eurytominae, die sich als Inquiline sowohl von der Wirtslarve als auch von dem umgebenden Pflanzengewebe ernähren.

## Innere Systematik
Die Eurytominae umfassen folgende Gattungen:
- Aiolomorphus Walker, 1871
- Aranedra Burks, 1971
- Austrodecatoma Girault, 1925
- Ausystole Boucek, 1988
- Axanthosoma Girault, 1913
- Axanthosomella Narendran, 2001
- Axima Walker, 1862
- Aximopsis Ashmead, 1904
- Banyoma Burks, 1971
- Bephrata Cameron, 1884
- Bephratelloides Girault, 1913
- Bephratoides Brues, 1909
- Bruchodape Burks, 1971
- Bruchophagus Ashmead, 1888
- Burksoma Subba Rao, 1978
- Camponotophilus Gates, 2012
- Cathilaria Burks, 1971
- Chryseida Spinola, 1840
- Chryseurytoma Chen & Huang, 2004
- Endobia Erdos, 1964
- Eudoxinna Walker, 1864
- Eurytoma Illiger, 1807 – 681 Arten
- Eurytomocharis Ashmead, 1888
- Exeurytoma Burks, 1971
- Ficomila Boucek, 1981
- Foutsia Burks, 1971
- Fronsoma Narendran, 1994
- Gibsonoma Narendran, 1994
- Giraultoma Boucek, 1988
- Heimbrella Subba Rao, 1978
- Hexeurytoma Dodd, 1917
- Homodecatoma Liao, 1979
- Houstonia Boucek, 1988
- Isosomodes Ashmead, 1888
- Khamul Gates, 2008
- Mangoma Subba Rao, 1986
- Masneroma Boucek, 1983
- Neobephrata Narendran & Padmasenan, 1989
- Parabruchophagus Zerova, 1992
- Paradecatoma Masi, 1943
- Philippinoma Narendran, 1994
- Philolema Cameron, 1908
- Phleudecatoma Yang, 1996
- Phylloxeroxenus Ashmead, 1888
- Plutarchia Girault, 1925
- Prodecatoma Ashmead, 1904
- Prodecatomidea Risbec, 1952
- Proseurytoma Kieffer, 1910
- Pseudotetramesa Kalina, 1970
- Ramanuja Narendran, 1989
- Ramdasoma Narendran, 1994
- Risbecoma Subba Rao, 1978
- Stigmeurytoma Boucek, 1988
- Syceurytoma Boucek, 1981
- Sycophila Walker, 1871 – 119 Arten
- Systole Walker, 1832
- Systolema Narendran, 1994
- Tenuipetiolus Bugbee, 1951
- Tetramesa Walker, 1848
- Tetramesella Zerova, 1974
- Townesoma Narendran, 1994
- Zerovella Narendran & Sheela, 1994

## Auswahl an Arten
- Eurytoma rosae
- Sycophila biguttata